# Shifty Shellshock

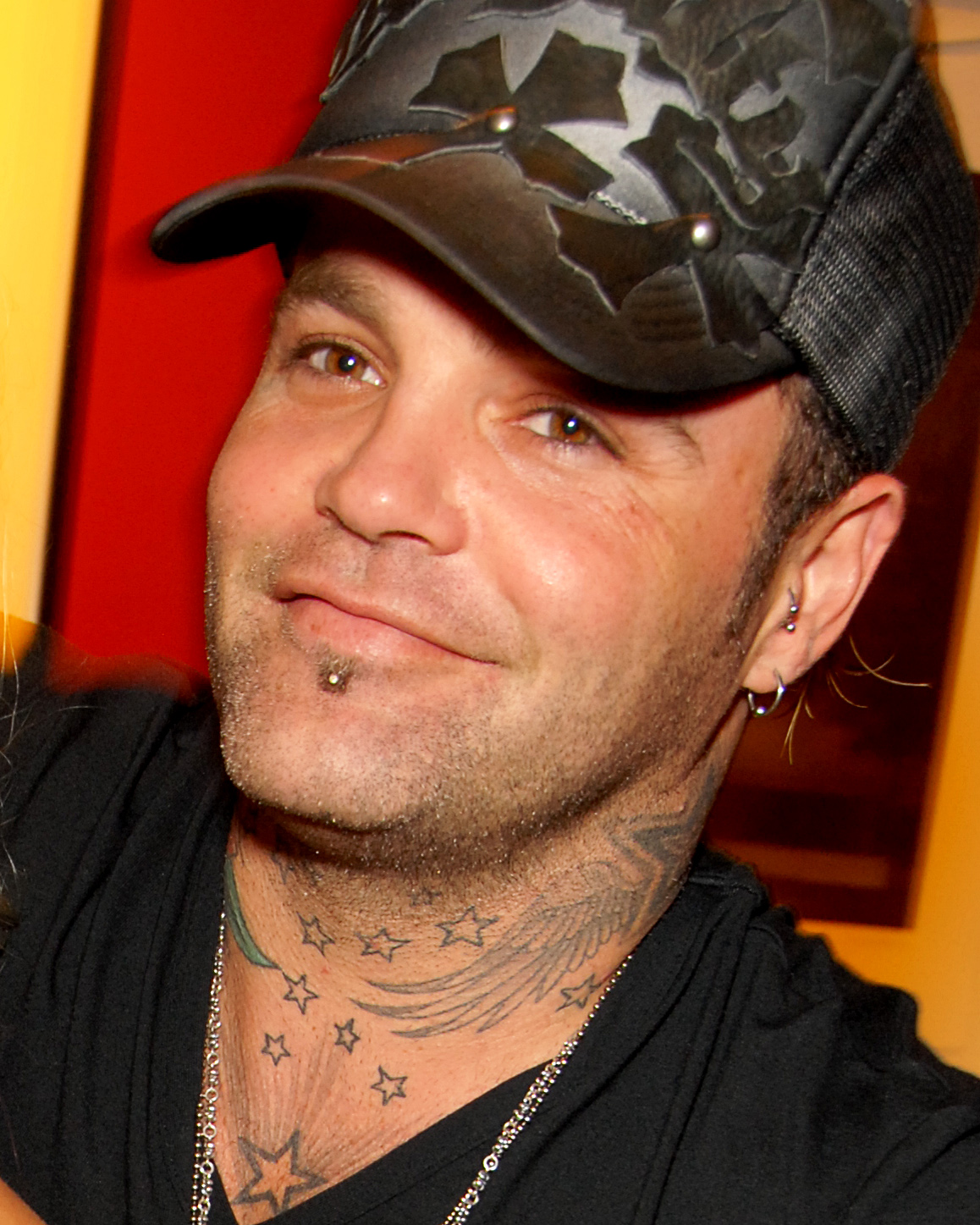
Shifty Shellshock (2009)

Shifty Shellshock (bürgerlich Seth Brooks Binzer; * 23. August 1974 in Los Angeles, Kalifornien; † 24. Juni 2024 ebenda) war ein US-amerikanischer Rapper und Frontmann der Rockband Crazy Town.

## Leben und Wirken
Shifty lernte in den 1990er-Jahren seinen Freund und Bandkollegen Epic Mazur kennen, mit dem er sein erstes Musikprojekt beginnen wollte, was aber durch den Drogenkonsum der beiden vereitelt wurde. Nach einem Gefängnisaufenthalt Shiftys gründeten die beiden mithilfe von Trouble, DJ AM, Faydoedeelay, JBJ und Rust Epique die Band Crazy Town. Nach kurzer Zeit wurde Rust Epique aber durch Squirrel ersetzt.
Nachdem Crazy Town Mitte 2003 ausgesetzt worden war, um eine Kreativpause zu machen, brachte Shifty ein neues Projekt heraus. Er veröffentlichte sein Album Happy Love Sick mithilfe des Sängers TC und des englischen DJs Paul Oakenfold. Dieses Album widmete er seinem besten Freund Bernard „Kaos“ Williams, der am 18. März 2003 gestorben war.
2008 war er in der auf verschiedenen Sendern der MTV-Gruppe ausgestrahlten Sendung Celebrity Rehab zu sehen, in der Prominente ihre Drogen- und Alkoholprobleme und deren Behandlung zur Schau stellten. Nach weiteren Auftritten im amerikanischen Fernsehen in den Shows Celebrity Rehab 2, Sober House und Sober House 2 verkündete Shifty im März auf seiner Myspace-Seite, dass sein neues Album Flirting with Disaster am 1. April 2010 erscheinen werde. Unterstützung bekam er auf dem Album von der amerikanischen Band The Big Shots. Das Album wurde auf den Sommer 2010 verschoben. Die erste Single aus dem neuen Album erschien digital am 6. Juli 2010 und hieß Save Me.
Er starb am 24. Juni 2024 im Alter von 49 Jahren in Los Angeles an einer versehentlichen Überdosis eines Drogen- und Medikamentencocktails aus Kokain, Fentanyl und Methamphetamin.

## Diskografie

### Alben
- 2004: Happy Love Sick
- 2010: Flirting with Disaster

### Singles
| Jahr | Titel Album                          | Höchstplatzierung, Gesamtwochen, AuszeichnungChartplatzierungen (Jahr, Titel, Album, Platzierungen, Wochen, Auszeichnungen, Anmerkungen) | Höchstplatzierung, Gesamtwochen, AuszeichnungChartplatzierungen (Jahr, Titel, Album, Platzierungen, Wochen, Auszeichnungen, Anmerkungen) | Höchstplatzierung, Gesamtwochen, AuszeichnungChartplatzierungen (Jahr, Titel, Album, Platzierungen, Wochen, Auszeichnungen, Anmerkungen) | Höchstplatzierung, Gesamtwochen, AuszeichnungChartplatzierungen (Jahr, Titel, Album, Platzierungen, Wochen, Auszeichnungen, Anmerkungen) | Höchstplatzierung, Gesamtwochen, AuszeichnungChartplatzierungen (Jahr, Titel, Album, Platzierungen, Wochen, Auszeichnungen, Anmerkungen) | Anmerkungen                                           |
| Jahr | Titel Album                          | DE | AT | CH | UK | US | Anmerkungen                                           |
| ---- | ------------------------------------ | --- | --- | --- | --- | --- | ----------------------------------------------------- |
| 2002 | Starry Eyed Surprise Happy Love Sick | — | — | — | UK6 (9 Wo.)UK | US41 (8 Wo.)US | Erstveröffentlichung: 8. Juli 2002 mit Paul Oakenfold |
| 2004 | Slide Along Side Happy Love Sick     | DE63 (3 Wo.)DE | — | CH42 (6 Wo.)CH | UK29 (3 Wo.)UK | — | Erstveröffentlichung: 1. Juni 2004                    |

Weitere Singles
- 2004: Turning Me On
- 2010: Save Me (feat. The Big Shots)

## Filmografie
- 2016: Dead 7 – Sie sind schneller als der Tod (Dead 7)